# 宇都宮実弟殺害事件
宇都宮実弟殺害事件（うつのみやじっていさつがいじけん）とは、2005年（平成17年）5月8日に栃木県宇都宮市御幸町で発生した殺人事件。過去に別の殺人事件を起こして無期懲役刑に処された前科を有する男H（事件発生当時は62歳・仮釈放中）が知人X（逮捕当時32歳）に依頼し、貸家業者の実弟A（事件当時60歳）を殺害させた。

## 事件
主犯で、被害者の兄でもある男H・S（以下「H」）は1942年（昭和17年）8月6日生まれ。2019年（令和元年）10月1日時点で加害者H（現在82歳）は死刑囚として東京拘置所に収監されている。
Hは1976年（昭和51年）12月、競輪などギャンブルにより勤務先の会社の金約2,500万円を使い込み、宇都宮市内で勤務先の会社社長の頭をバットで殴り、首を絞めて社長を殺害した前科があった。事件が発覚しそうになったため、その使い込みを社長の仕業に見せかけようとしたが、事件発覚後に殺人罪・死体遺棄罪などに問われ、1980年（昭和55年）3月に宇都宮地方裁判所で無期懲役判決を受けた。その後服役していたが、2003年（平成15年）5月に仮釈放されていた。
Hは仮出所後、服役中に死亡した母親の遺産を実弟A（事件当時60歳）から受け取ったが、さらに取り分を要求したところ断られたため、知人の男Xに2,000万円の報酬を示して殺害を持ち掛けた。これを受け、依頼を受けた知人Xは2005年5月8日夜、被害者男性Aを彼の自宅（宇都宮市御幸町）にてナイフで胸などを刺して殺害し、逃走用にAの車を盗むなどした。事件後、Hは第一発見者を装って同月10日に宇都宮東警察署（栃木県警察）へ「弟Aと連絡が取れないのでAの家を訪ねたら死んでいた」と通報し、栃木県警は宇都宮東署・捜査一課の捜査員を動員して殺人事件として捜査した。また被害者Aの乗用車（2003年式日産・サニー）は事件後に所在不明になっていたが、6月1日に東武鉄道・春日部駅（埼玉県春日部市）東口から約200 m離れたコインパーキングで発見された。
従犯Xは同年9月21日、殺人容疑の被疑者として栃木県警捜査本部により逮捕された。その後、Xは捜査本部の取り調べに対し「被害者Aと面識はなかった。殺害は知人 (H) に頼まれた。金に困っていた」と供述したため、捜査本部は「Xに犯行を指示した人物がいる」として捜査し、同月30日に主犯Hを殺人容疑の被疑者として逮捕した。

## 刑事裁判

### 主犯H
主犯の兄Hは殺人罪・窃盗罪の被告人として2005年10月21日に宇都宮地方検察庁から宇都宮地裁へ起訴され、2006年（平成18年）1月31日に宇都宮地裁（飯渕進裁判長）にて開かれた初公判で起訴事実を認めた。
2006年10月13日に宇都宮地裁（池本寿美子裁判長）で論告求刑公判が開かれ、宇都宮地検は「仮釈放からわずか2年後の犯行で、もはや改善・更生は不可能」として被告人Hに死刑を求刑した。同年11月16日の公判で、弁護人は「被害者Aにも相当程度の落ち度がある。犯行は計画的ではなく、殺意も強くない。被告人Hの年齢（当時64歳）を考慮すれば無期懲役でも終身刑を科すに等しく、極刑に処する必要性は少ない」と主張した。
被告人Hは2007年（平成19年）1月23日に宇都宮地裁（池本寿美子裁判長）で求刑通り死刑判決を受けた。同判決を不服として控訴したが、同年8月16日に東京高等裁判所（阿部文洋裁判長）は第一審・死刑判決を支持して被告人Hおよび弁護人の控訴を棄却する判決を言い渡した。Hは同判決を不服として同日中に最高裁判所へ上告したが、2008年（平成20年）3月17日に上告を取り下げ、死刑が確定した。

### 従犯X
実行犯の男Xは殺人罪で2005年10月11日に宇都宮地検から宇都宮地裁に起訴され、同月21日に窃盗罪で追起訴された。その後、同年12月20日に宇都宮地裁（飯渕進裁判長）にて開かれた初公判で起訴事実を認めた。
被告人Xは2006年4月28日に宇都宮地裁（池本寿美子裁判長）で「報酬目的の殺人は強盗殺人に比肩すべき凶悪犯罪」として無期懲役を求刑されたが、同年6月15日に同地裁で懲役23年の判決を受けた。しかし検察が量刑を不服として控訴し、控訴審の公判は同年11月1日に東京高裁（中川武隆裁判長）で初公判が開かれ即日結審。同高裁は同年11月13日に「報酬目的で殺人を請け負い、逃走のために車を盗んだ一連の犯行は強盗殺人と同種の犯行で、一審判決は軽すぎた」と指摘し、第一審判決を破棄して懲役30年（有期刑としては上限）の判決を言い渡した。同判決を不服として上告したが、2007年2月13日付で最高裁第二小法廷（古田佑紀裁判長）から上告を棄却する決定を受け、懲役30年の刑が確定した。

## 民事訴訟
本事件の被告人Hは2007年1月15日までに、「母親の弟（叔父）が遺産分割協議書を偽造し、母親名義の預貯金などを実弟Aの名義にしたほか、家賃収入をAの物と認めたり、自分が保管を依頼した預金を無断で引き出した。これら不当な遺産分割で損害を受けた」などとして、叔父に約7,000万円の損害倍書意を求めた民事訴訟を起こしたが、被告（叔父）側は「（事件発生前の）2005年1月31日付で原告H（刑事訴訟の被告人）が自筆した『財産分与の協議はすべて解決し、終了した』する合意書がある」と反論した。宇都宮地裁（今井攻裁判官）は2007年7月23日に「原告H側の立証は不十分で、被告（叔父）側の行為が不法であることを断定できるかは疑問だ。仮に不法だとしても原告側の損害は補填される』として、原告Hの請求を棄却する判決を言い渡した。